# Lista de membros titulares da Academia Brasileira de Ciências empossados em 2020
Esta lista contém os nomes dos membros titulares da Academia Brasileira de Ciências empossados em 2020.
| Imagem | Nome                                     | Datas de nascimento e falecimento | Local de nascimento | Área de especialização | Alma mater | Data de posse      | Conhecido por | Referências |
| ------ | ---------------------------------------- | --------------------------------- | ------------------- | ---------------------- | ---------- | ------------------ | --- | ----------- |
|        | Aldo Ângelo Moreira Lima                 | 13 de dezembro de 1954            |                     | Ciências Biomédicas    | UFC        | 13 de maio de 2020 | | [ 2 ]       |
|        | Aldo José Gorgatti Zarbin                | 01 de agosto de 1968              |                     | Ciências Químicas      | Unicamp    | 13 de maio de 2020 | | [ 3 ]       |
|        | Antonio Egidio Nardi                     | 15 de dezembro de 1959            | Rio de Janeiro, RJ  | Ciências da Saúde      | UFRJ       | 13 de maio de 2020 | Fundador do Laboratório de Pânico e Respiração da UFRJ; Ocupa deste 13/11/2012 a cadeira 3 da ANM, cujo patrono é Agostinho José de Sousa Lima. | [ 4 ] [ 5 ] |
|        | Cláudia Lúcia Mendes de Oliveira         | 20 de novembro de 1963            |                     | Ciências Físicas       | UFMG       | 13 de maio de 2020 | Cordenadora do projeto T80-Sul. | [ 6 ]       |
|        | Gregório Pacelli Feitosa Bessa           | 24 de janeiro de 1962             |                     | Ciências Matemáticas   | UFC        | 13 de maio de 2020 | | [ 7 ]       |
|        | Marcia Walquiria de Carvalho Dezotti     | 04 de agosto de 1963              |                     | Ciências da Engenharia | Unicamp    | 13 de maio de 2020 | | [ 8 ]       |
|        | Marcos Antonio Machado                   | 24 de abril de 1951               |                     | Ciências Agrárias      | UnB        | 13 de maio de 2020 | Recebeu a Ordem Nacional do Mérito Científico, do MCTI (1998)                                                                                   | [ 9 ]       |
|        | Marcos Silveira Buckeridge               | 28 de março de 1960               |                     | Ciências Biológicas    | Unifesp    | 13 de maio de 2020 | | [ 10 ]      |
|        | Maria Aparecida Juliano                  | 22 de abril de 1953               |                     | Ciências Biomédicas    | UMC        | 13 de maio de 2020 | | [ 11 ]      |
|        | Maria Teresa Fernandez Piedade           | 27 de março de 1952               |                     | Ciências da Terra      | UFSCar     | 13 de maio de 2020 | | [ 12 ]      |
|        | Monica da Costa Pereira Lavalle Heilbron | 18 de dezembro de 1957            |                     | Ciências da Terra      | UFRJ       | 13 de maio de 2020 | | [ 13 ]      |
|        | Ricardo Ventura Santos                   | 14 de agosto de 1964              |                     | Ciências Sociais       | UnB        | 13 de maio de 2020 | | [ 14 ]      |
|        | Santuza Maria Ribeiro Teixeira           | 07 de janeiro de 1958             |                     | Ciências Biomédicas    | UnB        | 13 de maio de 2020 | | [ 15 ]      |
|        | Silvia Stanisçuaski Guterres             | 19 de novembro de 1961            |                     | Ciências Químicas      | UFRGS      | 13 de maio de 2020 | | [ 16 ]      |